# Осера-де-Ебро
Осера-де-Ебро (ісп. Osera de Ebro) — муніципалітет в Іспанії, у складі автономної спільноти Арагон, у провінції Сарагоса. Населення — 473 особи (2010).
Муніципалітет розташований на відстані близько 290 км на північний схід від Мадрида, 28 км на південний схід від Сарагоси.
На території муніципалітету розташовані такі населені пункти: (дані про населення за 2010 рік)
- Агілар-де-Ебро: 11 осіб
- Осера-де-Ебро: 399 осіб
- Урбанісасьйон-Естрамурос: 63 особи

## Демографія
Динаміка населення (INE ):